# Vũ khí

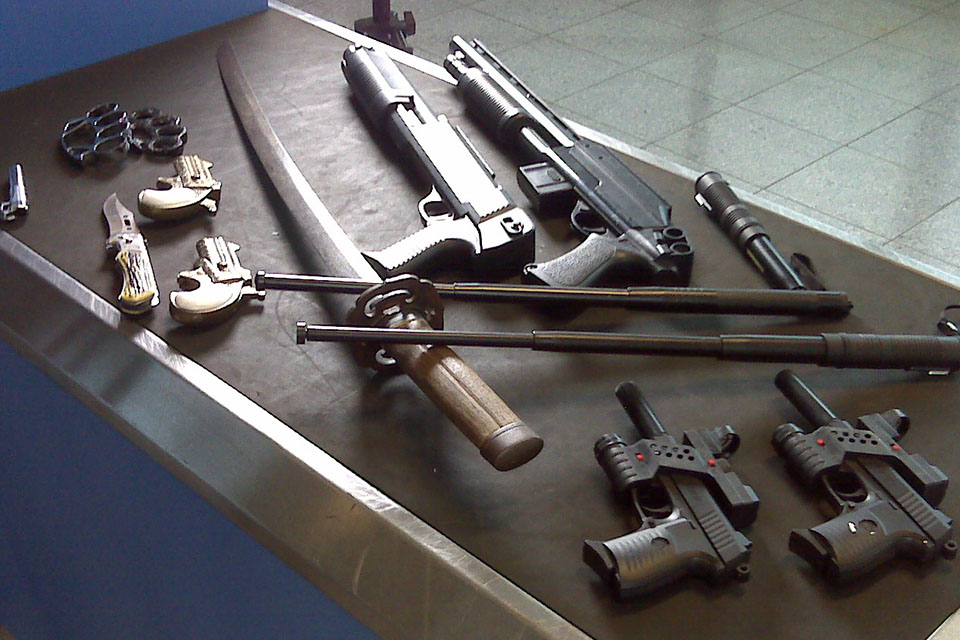
Các vũ khí được các nhân viên an ninh tìm thấy tại sân bay

Vũ khí hay hung khí (Tiếng Anh: weapon, chữ Hán: 武器, nghĩa Hán Việt: vũ là vũ lực/võ lực; khí là đồ dùng,công cụ) là các vật được sử dụng với mục đích gây sát thương hoặc gây hại. Chúng thường được sử dụng để tăng hiệu lực và hiệu quả của các hoạt động như săn bắn, tội phạm, thực thi pháp luật, tự vệ và chiến tranh. Nói chung, vũ khí có thể được hiểu là bao gồm bất cứ thứ gì được sử dụng để đạt được lợi thế về chiến thuật, chiến lược, vật chất hoặc tinh thần trước kẻ thù hoặc địa điểm của kẻ thù.
Trong khi các đồ vật thông thường - gậy, đá, chai thủy tinh, ghế, xe cộ - có thể được sử dụng làm vũ khí ngẫu nhiên, thì nhiều vật được thiết kế rõ ràng cho mục đích gây sát thương. Những dụng cụ này rất đa dạng, từ dạng đơn giản như dao, rìu và kiếm cho đến dạng phức tạp như: súng, pháo xe tăng, máy bay quân sự, tàu chiến, tên lửa, bom, mìn,... Một yếu tố nào đó của lĩnh vực khoa học được tái mục đích, chuyển đổi hoặc tăng cường để trở thành vũ khí chiến tranh được gọi là vũ khí hóa, chẳng hạn như: các loại mầm bệnh (vũ khí sinh học), các loại khí độc, chất độc hóa học (vũ khí hóa học), năng lượng hạt nhân (vũ khí hạt nhân),...

## Lịch sử

### Thời tiền sử

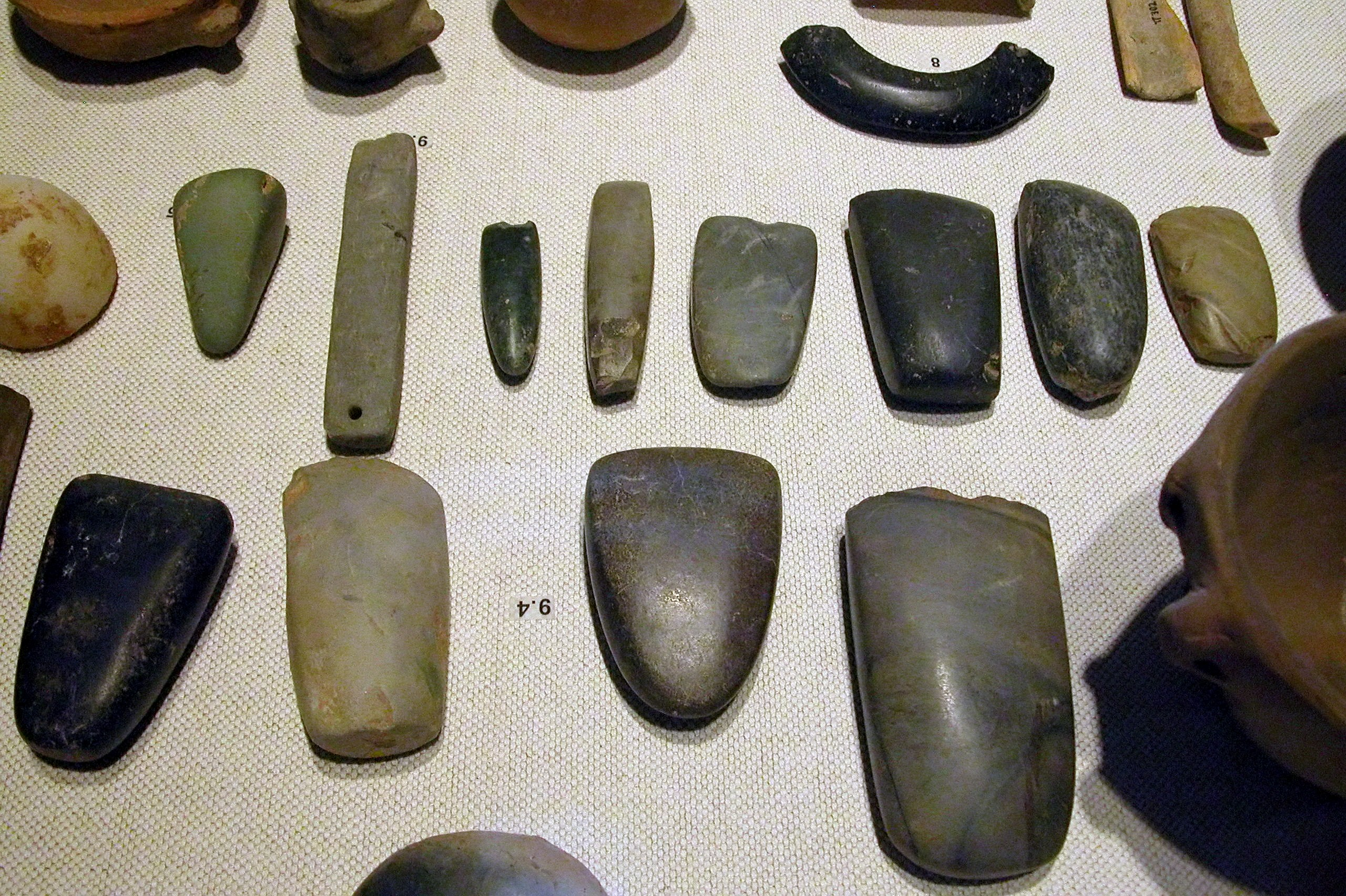
Một loạt các hiện vật thời đồ đá mới, bao gồm vòng tay, đầu rìu, đục và các công cụ đánh bóng.

Việc sử dụng các đồ vật làm vũ khí đã được quan sát thấy ở các loài tinh tinh, dẫn đến suy đoán rằng loài người đầu tiên đã sử dụng vũ khí từ năm triệu năm trước. Tuy nhiên, điều này không thể được xác nhận bằng chứng cứ vật lý bởi vì gậy gỗ, giáo và đá không định hình sẽ để lại một hồ sơ không rõ ràng. Các loại vũ khí rõ ràng sớm nhất được tìm thấy là giáo Schöningen, tám cây giáo ném bằng gỗ có niên đại hơn 300.000 năm. Tại địa điểm Nataruk ở Turkana, Kenya, rất nhiều bộ xương người có niên đại 10.000 năm trước có thể là bằng chứng về chấn thương ở đầu, cổ, xương sườn, đầu gối và tay, bao gồm cả những mảnh obsidian găm vào xương có thể gây ra từ mũi tên và các xẻng mài nhọn trong cuộc xung đột giữa hai nhóm săn bắn hái lượm. Nhưng việc giải thích bằng chứng về chiến tranh ở Nataruk đã bị đặt dấu hỏi.

### Thời cổ đại

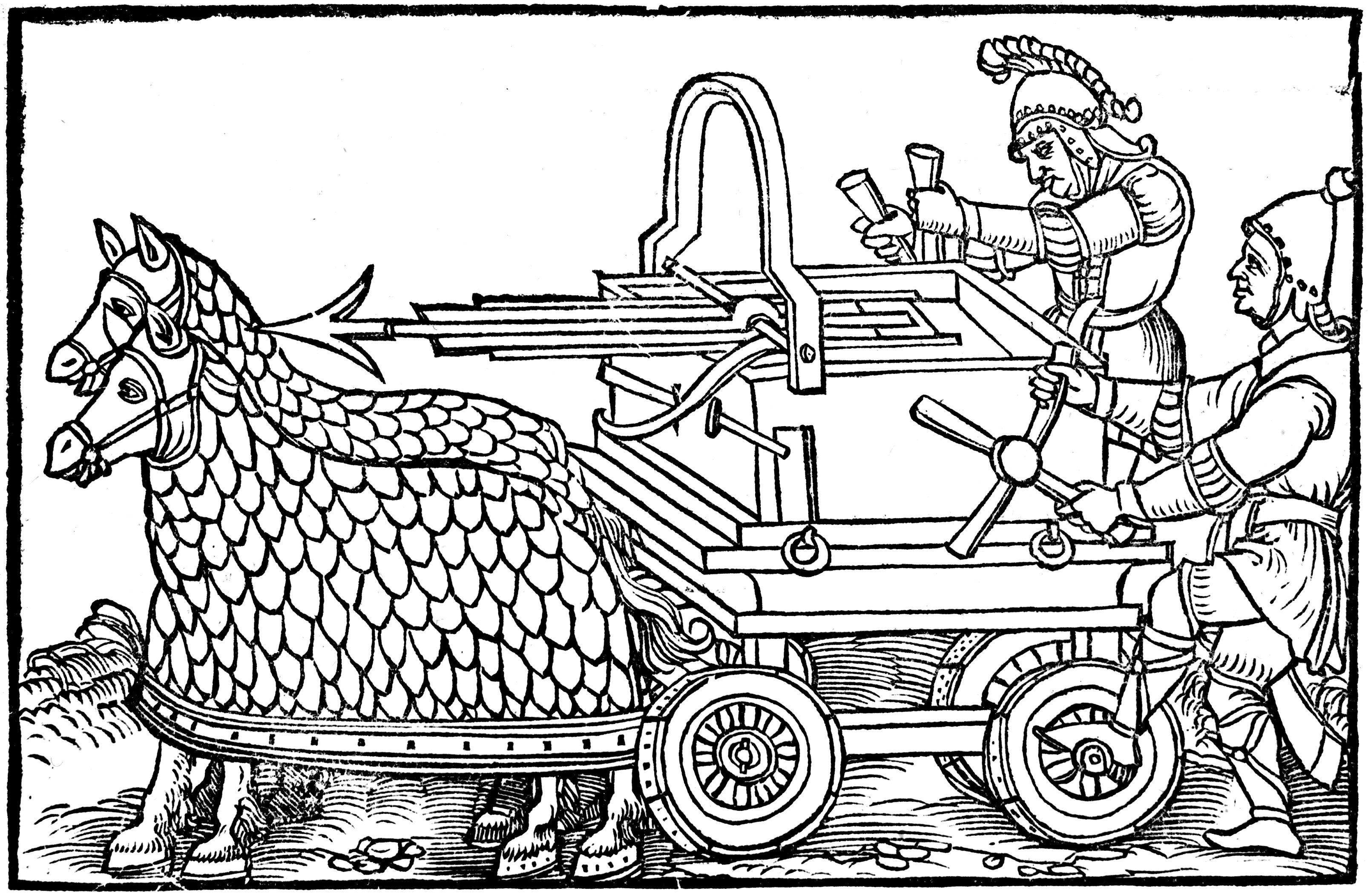
Một chiếc ballista bốn bánh được những con ngựa cata bọc thép kéo đi, k. 400.

Những vũ khí cổ đại sớm nhất là những cải tiến tiến hóa của các công cụ thời kỳ đồ đá mới, nhưng những cải tiến đáng kể về vật liệu và kỹ thuật chế tạo đã dẫn đến một loạt cuộc cách mạng trong công nghệ quân sự.
Sự phát triển của các công cụ kim loại bắt đầu bằng đồng trong thời đại đồ đồng đá (khoảng 3.300 TCN) và tiếp theo là thời đại đồ đồng, dẫn đến việc tạo ra kiếm và các vũ khí tương tự của thời đại đồ đồng.
Trong thời kỳ đồ đồng, các công trình và công sự phòng thủ đầu tiên cũng xuất hiện, cho thấy nhu cầu an ninh ngày càng tăng. Những vũ khí được thiết kế để phá vỡ các công sự ngay sau đó, chẳng hạn như battering ram, được sử dụng vào năm 2500 TCN.
Sự phát triển của nghề luyện sắt vào khoảng năm 1300 TCN ở Hy Lạp đã có tác động quan trọng đến sự phát triển của vũ khí cổ đại. Sự phát triển này không phải là sự ra đời của kiếm thời đại đồ sắt, tuy nhiên do các thanh kiếm này không vượt trội so với kiếm bằng đồng, mà là do việc thuần hóa ngựa và sử dụng rộng rãi bánh xe có nan gỗ vào khoảng 2000 năm TCN. Điều này dẫn đến sự ra đời của xe ngựa kéo nhẹ, có khả năng di chuyển được cải thiện tỏ ra quan trọng trong thời đại này. Việc sử dụng chiến xa có bánh xe đẩy đạt đỉnh vào khoảng năm 1300 TCN và sau đó suy tàn, không còn phù hợp về mặt quân sự vào thế kỷ thứ 4 TCN. Một số nước Châu Á như Việt Nam ,Ấn Độ còn sử dụng voi chiến như một vũ khí trên bộ.
Kỵ binh phát triển sau khi ngựa được lai tạo để hỗ trợ khối lượng của con người. Ngựa đã giúp mở rộng phạm vi và tăng tốc độ khi tấn công.
Ngoài vũ khí trên bộ, tàu chiến, chẳng hạn như trireme, đã được sử dụng vào thế kỷ thứ 7 TCN

### Hậu cổ đại

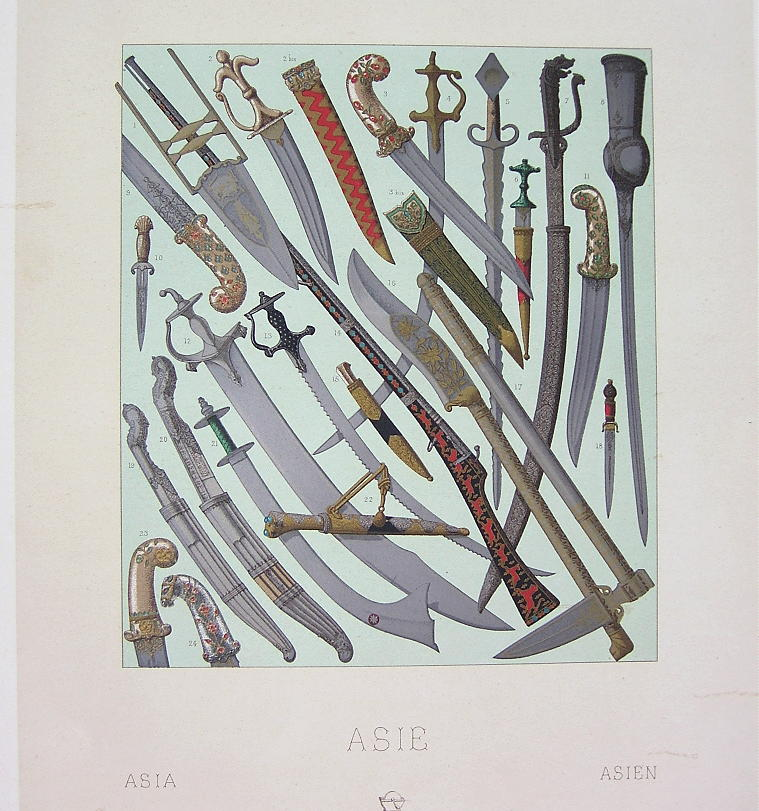
Vũ khí Ấn Độ thời Trung cổ

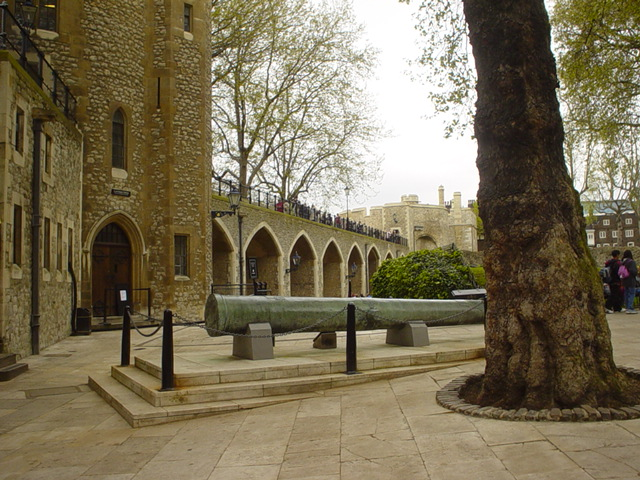
Pháo cổ đại của Trung Quốc trưng bày ở Tháp London.

Chiến tranh châu Âu trong suốt lịch sử Hậu cổ điển được thống trị bởi các nhóm hiệp sĩ ưu tú được hỗ trợ bởi bộ binh đông đảo (cả trong vai trò chiến đấu và tầm xa). Họ đã tham gia vào chiến đấu cơ động và các cuộc bao vây bao gồm nhiều vũ khí và chiến thuật bao vây khác nhau. Knights trên lưng ngựa đã phát triển chiến thuật để sạc với cây thương cung cấp tác động đến sự hình thành của đối phương và sau đó vẽ vũ khí thực tế hơn (chẳng hạn như thanh kiếm) khi họ đánh cận chiến. Ngược lại, bộ binh, ở thời đại trước khi có các đội hình có cấu trúc, dựa vào các loại vũ khí rẻ và chắc chắn như giáo và kiếm trong chiến đấu gần và cung tên từ xa. Như quân đội trở nên chuyên nghiệp hơn, thiết bị của họ đã được chuẩn hóa và binh chuyển sang dùng mâu. Mâu thường có chiều dài từ 7 đến 8 feet, và được sử dụng cùng với các loại vũ khí nhỏ hơn (kiếm ngắn).
Trong chiến tranh ở phương Đông và Trung Đông, các chiến thuật tương tự đã được phát triển độc lập với những ảnh hưởng của châu Âu.
Sự xuất hiện của thuốc súng từ châu Á vào cuối thời kỳ này đã tạo ra một cuộc cách mạng trong chiến tranh. Đội hình lính ngự lâm, được lính cầm mâu bảo vệ đã chiếm ưu thế trong các trận chiến mở, và pháo thay thế trebuchet như một vũ khí công thành chính.

### Hiện đại

#### Tiền hiện đại
Thời kỳ Phục hưng châu Âu đánh dấu sự khởi đầu của việc thực hiện các loại súng trong chiến tranh phương Tây. Súng và tên lửa được đưa vào chiến trường.
Về chất lượng, súng cầm tay khác với vũ khí trước đó vì chúng giải phóng năng lượng từ các chất đẩy dễ cháy như thuốc súng, chứ không phải từ một vật đối trọng hoặc lò xo. Năng lượng này được giải phóng rất nhanh và có thể được tái tạo mà người dùng không cần nỗ lực nhiều. Do đó, ngay cả những vũ khí ban đầu như súng hỏa mai cũng mạnh hơn nhiều so với vũ khí do con người sử dụng. Súng ngày càng trở nên quan trọng và hiệu quả trong suốt thế kỷ 16 đến thế kỷ 19, với những cải tiến tiến bộ trong cơ chế đánh lửa, sau đó là những thay đổi mang tính cách mạng trong việc xử lý đạn dược và thuốc phóng. Trong cuộc Nội chiến Hoa Kỳ, các ứng dụng vũ khí mới bao gồm súng máy và tàu chiến không tải đã xuất hiện và vẫn là vũ khí quân sự hữu dụng và dễ nhận biết ngày nay, đặc biệt là trong các cuộc xung đột hạn chế. Vào thế kỷ 19, động cơ đẩy tàu chiến thay đổi từ động cơ buồm sang động cơ hơi nước chạy bằng nhiên liệu hóa thạch. 

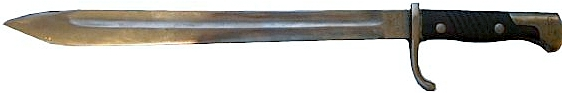
Các lưỡi lê được sử dụng như một con dao và như một vũ khí gậy khi gắn liền với một khẩu súng trường.

Kể từ sau cuộc chiến tranh Pháp-Ấn giữa thế kỷ 18 ở Bắc Mỹ đến đầu thế kỷ 20, vũ khí do con người sử dụng đã được giảm từ vũ khí chính trên chiến trường sang vũ khí dựa trên thuốc súng. Đôi khi được gọi là "Thời đại của Súng trường", thời kỳ này được đặc trưng bởi sự phát triển của súng dành cho bộ binh và đại bác để yểm trợ, cũng như sự khởi đầu của vũ khí cơ giới hóa như súng máy. Đặc biệt lưu ý, Howitzers đã có thể phá hủy pháo đài xây và các công sự khác, và phát minh duy nhất này đã gây ra cuộc Cách mạng trong các vấn đề quân sự (RMA), thiết lập các chiến thuật và học thuyết vẫn được sử dụng cho đến ngày nay.

#### Thời đạicông nghiệp

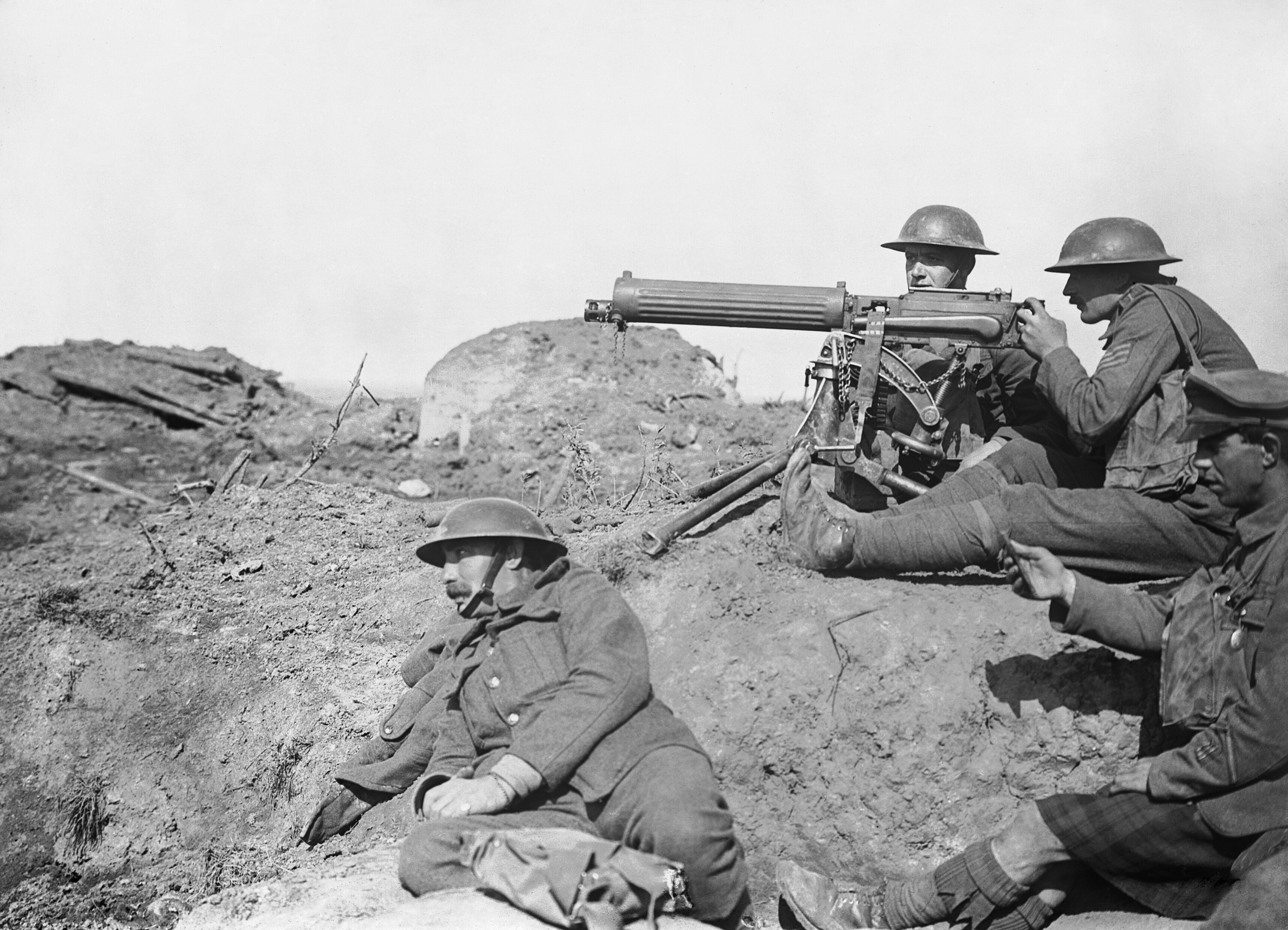
Vickers là sản phẩm kế nhiệm súng Maxim và vẫn phục vụ trong quân đội Anh trong 79 năm liên tục.

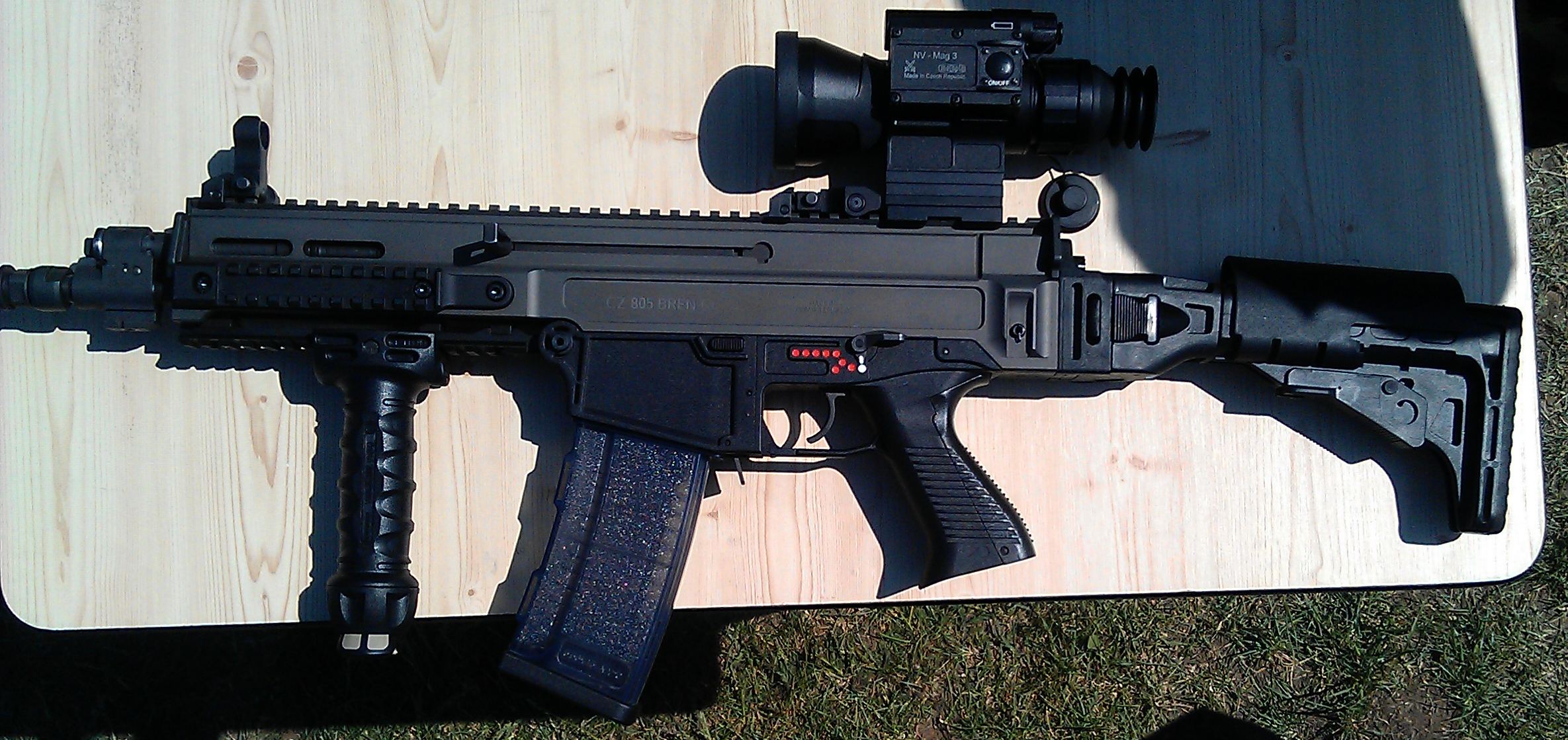
Súng trường tấn công CZ-805 BREN (sản xuất tại Cộng hòa Séc).

Một đặc điểm quan trọng của chiến tranh thời đại công nghiệp là sự leo thang về công nghệ - các đổi mới nhanh chóng được kết hợp thông qua việc nhân rộng hoặc bị phản công bởi một đổi mới khác. Sự leo thang công nghệ trong Chiến tranh Thế giới thứ nhất (WW I) rất sâu sắc, bao gồm cả việc đưa máy bay vào tham chiến và chiến tranh hải quân với sự ra đời của hàng không mẫu hạm.

#### Thế Chiến thứ nhất
Chiến tranh thế giới thứ nhất đánh dấu sự ra đời của chiến tranh công nghiệp hóa hoàn toàn cũng như vũ khí hủy diệt hàng loạt (ví dụ, vũ khí hóa học và sinh học), và vũ khí mới đã được phát triển nhanh chóng để đáp ứng nhu cầu thời chiến. Trên hết, nó hứa hẹn với các chỉ huy quân sự về sự độc lập khỏi con ngựa và sự hồi sinh trong chiến tranh cơ động thông qua việc sử dụng rộng rãi các phương tiện cơ giới. Những thay đổi mà các công nghệ quân sự này đã trải qua trước và trong Chiến tranh thế giới thứ hai chỉ mang tính tiến hóa, nhưng nó đã định hình sự phát triển của vũ khí trong phần còn lại của thế kỷ.

#### Các cuộc chiến ở giữa hai Thế chiến
Giai đoạn đổi mới trong thiết kế vũ khí này tiếp tục diễn ra trong giai đoạn giữa các cuộc chiến tranh (giữa Thế chiến I và Thế chiến II) với sự phát triển liên tục của các hệ thống vũ khí của tất cả các cường quốc công nghiệp lớn. Các công ty vũ khí chính là Schneider-Creusot (có trụ sở tại Pháp), Škoda Works (Tiệp Khắc), và Vickers (Anh). Những năm 1920 cam kết giải trừ quân bị và cấm chiến tranh và khí độc, nhưng việc tái vũ trang đã tăng lên nhanh chóng trong những năm 1930. Các nhà sản xuất vũ khí phản ứng nhanh nhạy với bối cảnh chiến lược và kinh tế đang thay đổi nhanh chóng. Các khách hàng mua vũ khí chính của ba công ty lớn là Romania, Nam Tư, Hy Lạp và Thổ Nhĩ Kỳ - và ở mức độ thấp hơn là ở Ba Lan, Phần Lan, các nước Baltic và Liên Xô,

#### Hình sự hóa việc dùng khí độc
Các nhà phê bình hiện thực hiểu rằng chiến tranh không thể thực sự bị đặt ngoài vòng pháp luật, nhưng những hành vi thái quá tồi tệ nhất của nó có thể bị cấm. Khí độc đã trở thành trọng tâm của cuộc thập tự chinh trên toàn thế giới vào những năm 1920. Khí độc không giúp chiến thắng trận đánh, và các tướng sĩ không muốn dùng nó. Những người lính ghét nó dữ dội hơn nhiều so với đạn hay đạn nổ. Đến năm 1918, đạn pháo hóa học chiếm 35% nguồn cung cấp đạn dược của Pháp, 25% của Anh và 20% trong kho dự trữ của Mỹ. "Nghị định thư về cấm sử dụng trong chiến tranh về chất gây ngạt, khí độc hoặc khí khác và các phương pháp gây chiến bằng vi khuẩn" ["Nghị định thư Geneva"] được ban hành vào năm 1925 và đã được tất cả các nước lớn chấp nhận là chính sách. Năm 1937, khí độc được sản xuất với số lượng lớn, nhưng không được sử dụng ngoại trừ chống lại các quốc gia thiếu vũ khí hiện đại hoặc mặt nạ phòng độc.

#### Thế chiến thứ hai
Nhiều vũ khí quân sự hiện đại, đặc biệt là vũ khí trên bộ, là những cải tiến tương đối nhỏ của các hệ thống vũ khí được phát triển trong Thế chiến II. Xem công nghệ quân sự trong Thế chiến II để biết thêm chi tiết. Tuy nhiên, Thế chiến II có lẽ đã đánh dấu thời kỳ phát triển vũ khí điên cuồng nhất trong lịch sử nhân loại. Một số lượng lớn các thiết kế và khái niệm mới đã được đưa vào thực địa, và tất cả các công nghệ hiện có đã được cải tiến từ năm 1939 đến năm 1945. Vũ khí mạnh nhất được phát minh trong thời kỳ này là bom nguyên tử, tuy nhiên nhiều loại vũ khí khác có ảnh hưởng đến thế giới, chẳng hạn như máy bay phản lực và radar, nhưng bị lu mờ bởi tầm nhìn của vũ khí hạt nhân và tên lửa tầm xa.

#### Vũ khí hạt nhân
Kể từ khi hiện thực hóa vũ khí hủy diệt cả hai bên (MAD), lựa chọn hạt nhân của chiến tranh tổng lực không còn được coi là một kịch bản có thể sống sót. Trong Chiến tranh Lạnh những năm sau Thế chiến II, cả Hoa Kỳ và Liên Xô đều tham gia vào một cuộc chạy đua vũ trang hạt nhân. Mỗi quốc gia và các đồng minh của họ liên tục cố gắng vượt qua nhau trong lĩnh vực vũ khí hạt nhân. Một khi khả năng công nghệ chung đạt đến mức có thể đảm bảo sự hủy diệt của Trái Đất x100 lần, thì một chiến thuật mới phải được phát triển. Với nhận thức này, kinh phí phát triển vũ khí chuyển trở lại chủ yếu tài trợ cho việc phát triển các công nghệ vũ khí thông thường để hỗ trợ các cuộc chiến tranh hạn chế hơn là chiến tranh tổng lực.

## Phân loại

### Theo người dùng
- Vũ khí cá nhân (hoặc vũ khí nhỏ) - được thiết kế để một người sử dụng.
- Vũ khí hạng nhẹ - vũ khí 'di động' có thể yêu cầu một nhóm nhỏ vận hành.[21]
- Vũ khí hạng nặng - pháo và vũ khí tương tự lớn hơn vũ khí hạng nhẹ (xem SALW).
- Vũ khí săn bắn - được sử dụng bởi thợ săn để chơi thể thao hoặc kiếm thức ăn.
- Vũ khí có nhóm đi theo phục vụ - lớn hơn vũ khí cá nhân, yêu cầu hai người trở lên để vận hành chính xác.
- Vũ khí công sự - được lắp đặt cố định hoặc được sử dụng chủ yếu trong công sự.
- Vũ khí miền núi - để sử dụng cho lực lượng miền núi hoặc những người hoạt động ở địa hình khó khăn.
- Vũ khí phương tiện - được gắn trên bất kỳ loại phương tiện chiến đấu nào.
- Vũ khí đường sắt - được thiết kế để lắp trên các toa tàu, kể cả đoàn tàu bọc thép.
- Vũ khí máy bay - được mang theo và sử dụng bởi một số loại máy bay, máy bay trực thăng hoặc phương tiện bay khác.
- Vũ khí hải quân - gắn trên tàu thủy và tàu ngầm.
- Vũ khí không gian - được thiết kế để sử dụng trong hoặc phóng từ không gian.
- Vũ khí tự hành - có khả năng hoàn thành nhiệm vụ với sự can thiệp hạn chế hoặc không có sự can thiệp của con người.

### Theo chức năng
- Vũ khí phản vật chất (lý thuyết) sẽ kết hợp vật chất và phản vật chất để gây ra một vụ nổ mạnh.
- Vũ khí bắn cung hoạt động bằng cách sử dụng một sợi dây được căng và uốn cong để phóng tên hoặc đạn.
- Pháo binh là loại súng có khả năng phóng đạn hạng nặng trên khoảng cách xa.
- Vũ khí sinh học phát tán các tác nhân sinh học, gây bệnh hoặc nhiễm trùng.
- Vũ khí hóa học, đầu độc và gây phản ứng.
- Vũ khí năng lượng dựa vào việc tập trung các dạng năng lượng để tấn công, chẳng hạn như laser hoặc tấn công âm thanh.
- Vũ khí nổ sử dụng một vụ nổ vật lý để tạo ra chấn động vụ nổ hoặc phát tán mảnh đạn.
- Súng sử dụng điện tích hóa học để phóng đạn.
- Vũ khí cải tiến là những đồ vật thông thường, được tái sử dụng làm vũ khí, chẳng hạn như xà beng và dao làm bếp.
- Vũ khí cháy gây sát thương bằng lửa.
- Vũ khí phi sát thương được thiết kế để khuất phục mà không giết chết kẻ thù.
- Vũ khí từ tính sử dụng từ trường để đẩy đạn, hoặc tập trung các chùm hạt.
- Vũ khí cận chiến hoạt động như phần mở rộng vật lý của cơ thể người dùng và tác động trực tiếp đến mục tiêu gần.
  - Vũ khí dạng lưỡi, được thiết kế để đâm xuyên qua da thịt và gây chảy máu.
  - Dụng cụ cùn, được thiết kế để làm gãy xương, chấn động hoặc gây ra chấn thương do đè.
- Tên lửa là tên lửa được dẫn đường đến mục tiêu sau khi phóng. (Cũng là một thuật ngữ chung cho vũ khí phóng đạn).
- Vũ khí rải rác, được thiết kế để di động trên chiến trường, tấn công khi phát hiện một mục tiêu.
- Vũ khí hạt nhân sử dụng vật liệu phóng xạ để tạo ra sự phân hạch hạt nhân và/hoặc các vụ nổ tổng hợp hạt nhân.
- Các loại vũ khí nguyên thủy sử dụng ít hoặc không sử dụng các yếu tố công nghệ hoặc công nghiệp.
- Vũ khí tầm xa (không giống như vũ khí cận chiến), nhắm mục tiêu vào một vật thể hoặc người ở xa.
- Tên lửa sử dụng thuốc phóng hóa học để tăng tốc đường đạn
- Vũ khí tự sát khai thác sự sẵn sàng chết của người điều hành chúng sau cuộc tấn công.

### Theo mục tiêu
- Vũ khí phòng không nhắm mục tiêu vào tên lửa và các vật thể bay trên không.
- Các loại vũ khí chống công sự được thiết kế để nhắm vào các cơ sở của kẻ thù.
- Vũ khí chống người được thiết kế để tấn công con người, riêng lẻ hoặc số lượng.
- Vũ khí chống bức xạ nhắm vào các nguồn bức xạ điện tử, đặc biệt là bộ phát ra đa.
- Vũ khí chống vệ tinh nhắm vào các vệ tinh quỹ đạo.
- Vũ khí chống chiến hạm nhắm vào các tàu và phương tiện trên mặt nước.
- Vũ khí chống tàu ngầm nhắm vào tàu ngầm và các mục tiêu dưới nước khác.
- Vũ khí chống tăng được thiết kế để đánh bại các mục tiêu bọc thép.
- Vũ khí từ chối khu vực nhắm vào các lãnh thổ, làm cho nó không an toàn hoặc không thích hợp cho việc sử dụng hoặc đi lại của kẻ thù.
- Vũ khí săn bắn là vũ khí được sử dụng để săn các động vật săn.
- Vũ khí hỗ trợ bộ binh được thiết kế để tấn công các mối đe dọa khác nhau đối với các đơn vị bộ binh.

## Sản xuất vũ khí
Ngành công nghiệp vũ khí là một ngành công nghiệp toàn cầu liên quan đến việc mua bán và sản xuất vũ khí. Nó bao gồm một ngành công nghiệp thương mại liên quan đến nghiên cứu và phát triển, kỹ thuật, sản xuất và phục vụ vật liệu, thiết bị và cơ sở vật chất quân sự. Nhiều nước công nghiệp phát triển có ngành công nghiệp vũ khí trong nước để cung cấp cho các lực lượng quân sự của họ - và một số nước cũng có hoạt động buôn bán vũ khí đáng kể để công dân sử dụng cho mục đích tự vệ, săn bắn hoặc thể thao.
Các hợp đồng cung cấp quân đội của một quốc gia nhất định được các chính phủ ký kết, khiến các hợp đồng vũ khí có tầm quan trọng chính trị đáng kể. Mối liên hệ giữa chính trị và buôn bán vũ khí có thể dẫn đến sự phát triển một " khu phức hợp quân sự-công nghiệp ", nơi các lực lượng vũ trang, thương mại và chính trị trở nên liên kết chặt chẽ.
Theo Viện nghiên cứu SIPRI, khối lượng chuyển giao quốc tế các loại vũ khí chính trong năm 2010–14 cao hơn 16% so với năm 2005–2009 , và doanh số bán vũ khí của 100 công ty sản xuất vũ khí tư nhân và dịch vụ quân sự lớn nhất thế giới đạt tổng cộng 420 tỷ USD trong năm 2018.

## Luật hóa
Việc sản xuất, sở hữu, buôn bán và sử dụng nhiều loại vũ khí được kiểm soát chặt. Việc này có thể được luật hóa ở cấp chính quyền địa phương hoặc trung ương, hoặc hiệp ước quốc tế. Ví dụ về các biện pháp kiểm soát như vậy bao gồm:
- Quyền tự vệ
- Luật dao
- Luật súng hơi
- Luật súng
- Luật buôn bán vũ khí
- Hiệp ước kiểm soát vũ khí
- Hiệp ước Bảo tồn Không gian

### Luật sử dụng súng
Tất cả các quốc gia đều có luật và chính sách điều chỉnh các khía cạnh như chế tạo, mua bán, chuyển giao, sở hữu, sửa đổi và sử dụng vũ khí nhỏ của dân thường.
Các quốc gia quy định quyền tiếp cận súng cầm tay thường sẽ hạn chế quyền truy cập vào một số loại vũ khí nhất định và sau đó hạn chế các hạng người có thể được cấp giấy phép tiếp cận các loại súng đó. Có thể có các giấy phép riêng biệt dành cho săn bắn, bắn súng thể thao (hay còn gọi là bắn mục tiêu), tự vệ, thu thập và cất giấu, với các bộ yêu cầu, quyền và trách nhiệm khác nhau.

### Luật kiểm soát vũ khí
Các hiệp ước và thỏa thuận quốc tế đặt ra những hạn chế đối với việc phát triển, sản xuất, tích trữ, phổ biến và sử dụng vũ khí từ vũ khí nhỏ, vũ khí hạng nặng đến vũ khí hủy diệt hàng loạt. Việc kiểm soát vũ khí thường được thực hiện thông qua việc sử dụng ngoại giao tìm cách áp đặt các giới hạn đó khi các bên tham gia đồng ý, mặc dù nó cũng có thể bao gồm nỗ lực của một quốc gia hoặc một nhóm quốc gia nhằm thực thi các giới hạn đối với một quốc gia không đồng ý.

### Luật buôn bán vũ khí
Vận chuyển vũ khí là buôn bán vũ khí và đạn dược lậu. Điều gì cấu thành việc buôn bán vũ khí hợp pháp rất khác nhau, tùy thuộc vào luật pháp địa phương và quốc gia.

## Những loại vũ khí cơ bản
- Cung tên
- Dao
- Kiếm
- Mã tấu
- Phi đao
- Rìu
- Bom
- Đạn
- Mìn
- Rốc két
- Tên lửa
- Lựu đạn
- Thủy lôi
- Ngư lôi
- Súng ngắn
- Súng trường
- Súng cối
- Đại bác